# Pero norma
Pero norma är en fjärilsart som beskrevs av Louis Beethoven Prout 1910. Pero norma ingår i släktet Pero och familjen mätare. Inga underarter finns listade i Catalogue of Life.